# 조곤
중산공왕 조곤(中山恭王 曹袞, ? ~ 235년)은 중국 삼국 시대 조위의 황족이자 제후왕이다. 무제의 아들이자 문제의 이복동생이며, 생모는 두씨(杜氏)이다. 동복형제로는 형 패목왕, 누이동생 금향공주(金鄕公主)가 있다.

## 생애
평향후(平鄕侯)에 봉해졌으며, 이후 동향후(東鄕侯)·찬후(贊侯) 등에 봉해졌다. 황초 2년(221년)에 공으로 승급되었고, 이듬해 북해왕에 봉해졌다. 그 후로도 찬왕(贊王)·중산왕 등 봉지를 전전하였다.
조곤은 어릴 때부터 학문을 즐겼으며, 10대 때부터 뛰어난 문장력을 기술하였다. 일생 동안 2만여 개의 문장을 지었다고 한다.
또한 조곤은 성품이 온화하고 소박하였으며, 자신의 처첩들에게도 베를 짜게 하는 등 근검절약하는 모습 또한 보여 조카 명제가 그를 흠모하였다. 한번은 입조하였을 때 금령을 범하여 청룡 원년(233년)에 고소되었는데, 결국은 담당 관리가 고집하여 조곤의 식읍 두 현 및 750호를 깎았으나, 황제는 조곤의 처벌을 원치 않았고 조곤이 근신하였으므로 이듬해에 복권시켰다.
청룡 3년(235년) 가을에 병들자 태의의 진료를 받았고, 태비와 형 패목왕의 문병을 받았다. 그러나 병은 더욱 심해졌고, 속관들에게 명령을 내려 죽을 준비를 해 동당을 짓게 했다. 다 지어지자 수지지당(遂志之堂)이라 이름짓고, 그곳으로 옮겨 세자에게 마지막 가르침을 남겼다. 이해에 죽어 요절했고, 시호를 공(恭)이라 하였다. 작위는 적자 조부가 이었다.

## 출전
- 진수, 《삼국지》 권20 위서 제20 무문세왕공전

중국어 위키문헌에 이 글과 관련된 원문이 있습니다. 삼국지 권20 무문세왕공전
| 전임 (첫 봉건) | 조위의 북해왕 222년 ~ 223년 | 후임 (9년 후) 조카 북해도왕 조유 |

| 전임 (첫 봉건) | 조위의 찬왕 223년 ~ 226년 | 후임 (9년 후) 족손 찬상왕 조심 |

| 전임 (첫 봉건) | 조위의 복양왕 226년 ~ 232년 | 후임 (봉국 폐지) |

| 전임 (첫 봉건) | 조위의 중산왕 232년 ~ 235년 10월 기유일 | 후임 아들 조부 |

## 같이 보기
- 삼국지 인물 목록